# Phytomyza affinalis
Phytomyza affinalis este o specie de muște din genul Phytomyza, familia Agromyzidae, descrisă de Frost în anul 1924.
Este endemică în Saskatchewan. Conform Catalogue of Life specia Phytomyza affinalis nu are subspecii cunoscute.